# Дейлі телеграф
Дейлі Телеграф (англ. The Daily Telegraph, іноді просто The Telegraph) — щоденна британська газета, заснована 1855 року. Одна з найпопулярніших і найбагатотиражніших газет у Великій Британії поряд із Таймс, Гардіан та Індепендент. Середній щоденний наклад становить понад 600 тис. примірників.
Виходить у Лондоні та поширюється у Великій Британії і за кордоном.
Газета була заснована  Артуром Слаєм як «Дейлі Телеграф енд Кур'єр» (The Daily Telegraph and Courier).
З 2004 року належить  Девіду та Фредеріку Барклі.

## Історія
«Дейлі Телеграф енд Кур’єр» (The Daily Telegraph and Courier) як двопенсове видання на чотирьох сторінках вийшло 29 червня 1855 року через два тижні після скасування гербового збору.
Видавцем газети став лондонський власник однієї з друкарень на Фліт-Стріт та засновник «Санді Таймс» Джозеф Мозес Леві (Joseph Moses Levy). Першочерговим завданням нового видання стала критика герцога Кембриджського, кузена королеви Вікторії, героя Кримської війни і лютого ворога військових реформ. Модель цього 4-шпальтового видання була типовою для свого часу: редакційні статті, оголошення, новини. Крім того Дейлі Телеграф енд Кур’єр постійно друкувала листи редактору.
Полковник Слай не знався на літературному стилі, і як редактор також виявився невдахою. За декілька місяців він заборгував Леві купу грошей і той забрав Дейлі Телеграф за борги.
Джозеф Леві вирішив перетворити газету на цікаве чтиво для широкої публіки. Незабаром видання заявило про себе як про «найбільше, найкраще та найдоступніше в світі», знизивши ціну до 1 пенса. Завдяки такій ціновій політиці Дейлі Телеграф швидко стає чемпіоном Великої Британії за накладами. У січні 1856 р. продається 27 тис примірників щодня, а у березні початковий обсяг збільшився на половину.
Газета стає родоначальницею так званої британської «пенні-прес». Один зі співвласників газети Едвард Леві-Лоусон фактично передбачив ідеї сенсаційної журналістики, дещо «американізувавши» видання, увівши значний обсяг новин та використавши різноманітні заголовки. Через три роки тираж «Дейлі Телеграф енд Кур'єр»’’ перевищив наклад усіх ранкових газет разом узятих.
У жовтні 1856 р. видання відмовилося від слова «Кур'єр» у назві. 1858 р. — додалося ще 8 сторінок.
У 1860-х рр. — «Дейлі Телеграф» починає активно підтримувати  лібералів, заявивши про себе як про серйозного опонента консервативної «Таймс» (The Times).
У 1880-х рр. газета відмовилася від підтримки лібералів і стала консервативною, якою залишається до сьогодні.
1877 р. — «Дейлі Телеграф» стала газетою з найбільшим щоденним тиражем у світі – 250 тис. примірників.
1927 р. — лорд Кемроуз став власником «Дейлі Телеграф». Обсяг продажу газети, яка колись мала гігантський наклад, скоротився до 84 тис. прим. Але після «вливання» такого видання, як «Морнінг Пост» (The Morning Post), аудиторія «Дейлі Телеграф енд Морнінг Пост» зросла до 100 тис. читачів, а до 1939 р. продавалося вже 750 тис. примірників.
У повоєнні часи «Дейлі Телеграф енд Морнінг Пост» була найтиражнішою якісною газетою (1,4 млн прим.). Саме тоді стало можливим не тільки поновити недільну споріднену газету «Санді Телеграф» (Sunday Telegraph), але й створити кольоровий додаток, що виходив по п'ятницях «Дейлі Телеграф Вікенд» (The Daily Telegraph Weekend).
Недільний випуск газети запускався двічі: у 1899 р. (спроба була невдалою, і видання закрилося після семи випусків) і у 1961 р.
У 1986 р. права на газету викупив канадський медіамагнат Конрад Блек, який прибутком цікавився більше, ніж контентом.
1994 р. — наклад вперше опустився нижче позначки 1 млн примірників. Блек вимушений був піти на пониження роздрібної ціни видання з 50 до 30 пенсів. Цього ж року «Дейлі телеграф» вирішила об’єднатися з «Дейлі експрес» (Daily Express), з якою вже друкувалися на спільній поліграфічній базі.
У 2004 р. на світовому ринку ЗМІ відбувся переворот. Контроль над цілим сонмом відомих світових газет, включаючи британську «Дейлі Телеграф», перейшов у нові руки. Близнюки-мільярдери Девід і Фредерік Барклі купили за 260 млн фунтів стерлінгів (468 млн доларів) контрольний пакет акцій видань компанії Голінґер (Hollinger) лорда Конрада Блека. Компанії Голінґер належали газети «Дейлі Телеграф», американська «Чикаго Сан Таймс» (Chikago Sun Times), ізраїльська «Джерусалем пост» (The Jerusalem Post) і ще півтори сотні місцевих газет в Америці і Європі.
Сам же Конрад Блек був звільнений з посади голови групи компаній на тлі звинувачень в незаконних фінансових діях. Ці звинувачення він, втім, відкидав. Однак його відхід відкрив шлях для братів Барклі, яким належить видавнича група  Скотсмен  (Scottsman), готель  Рітц (Ritz) та мережа магазинів Літлвуд (Littlewood), які торгують за катологами. Купівля Холінгер, яка видає «Дейлі Телеграф», зробила братів Барклаїв фігурами не тільки фінансовими, а й політичними, адже газета активно підтримує консерваторів.

## Видавнича невдача Артура Слайа
«Дейлі Телеграф енд Кур'єр» (The Daily Telegraph and Courier) як двопенсова видання на чотирьох сторінках 29 червня 1855 р. через два тижні після скасування гербового збору. Газета у роздріб коштувала дешевше, ніж будь-яка інша (середня вартість примірників на той час складала 4 пенси), і цей факт став досить скандальним. Але англійський полковник Артур Слай не мав грошей на інші методи боротьби з конкурентами. Видавцем газети став лондонський власник однієї з друкарень на Фліт-Стріт та засновник «Санді Таймс»  Джозеф Мозес Леві. Першочерговим завданням нового видання стала критика герцога Кембриджського, кузена королеви Вікторії, герою Кримської війни і лютого ворога військових реформ. Модель цього 4-полосного видання була типовою для свого часу: редакційні статті, оголошення, новини. Крім того, «Дейлі Телеграф енд Кур’єр» постійно друкувала листи редактору.
 Полковник Слай  не знався на літературному стилі, і як редактор також виявився невдахою. За декілька місяців він заборгував Леві купу грошей і той забрав «Дейлі Тедеграф» за борги.
Джозеф Леві вирішив перетворити газету на цікаве чтиво для широкої публіки. Незабаром видання заявило про себе як про «найбільше, найкраще та найдоступніше в світі», знизивши ціну до 1 пенса. Завдяки такій ціновій політиці «Дейлі Телеграф» швидко стає  «чемпіоном» Британії за накладами. У січні 1856 р. продається  27 тис примірників щодня, а у березні початковий  обсяг збільшився на половину . Газета стає родоначальницею так званої британської «пенні-прес». Один із співвласників газети Едвард Леві Лоусон  фактично передбачив ідеї сенсаційної журналістики, дещо «американізувавши» видання, увівши значний обсяг новин та використавши різноманітні заголовки. Через три роки тираж «Дейлі Телеграф енд Кур’єр» перевищив наклад усіх ранкових газет разом узятих.

## Перемоги «Дейлі Телеграф» на британському ринку преси
Це була  перша перемога «Дейлі Телеграф», проти якої об’єдналися усі столичні та більше частина провінційних газет. У жовтні 1856 р. видання відмовилося від слова «Кур'єр» у назві. 1858 року додалося ще 8 сторінок. Зростання було безпрецедентним. Паралельно відбувалося налагодження мережі власних кореспондентів у Франції, Пруссії, Росії, Індії та Канаді. Кількість читачів була більшою, ніж у будь-якого якісного або масового конкурента газети.  
У  1860-х рр. «Дейлі Телеграф» починає активно підтримувати  лібералів, заявивши про себе як про серйозного опонента консервативної «Таймс». У  1880-х рр. газета відмовилася від підтримки лібералів і стала консервативною, якою залишається до сьогодні. 
Політична проблематика була не єдиною складовою контенту газети. У період 1860 – 1880 рр. вона поступово розширює свою структуру, вводячи до постійних змістовних елементів такі рубрики, як «Література», «Наука», «Садівництво», «Птахівництво», «Музика», «Драма» і навіть «Колекція марок». Ці рубрики з'являються у певні дні тижня і пропонують розглянути соціальні проблеми з тички зору читацького інтересу. У самій газеті обговорюються питання, пов'язані зі шлюбами та розлученнями, стосунками дітей та батьків, проблемами пияцтва та дорожнечі лікарських послуг, писалися статті для службовців та швачок, вчителів та слюсарів. Завдяки такому підходу газета розширює коло читачів за рахунок середніх та дрібних буржуа (клерків, власників магазинчиків, заможних селян, що мешкають у передмістях Лондону), іноді жінок, які досі не вважалися суттєвою аудиторної складовою столичних денних газет. Саме жінкам пропонувалося переглянути малюнки з силуетами сукні, в якій була вдягнута відома актриса у популярній театральній постановці, або вбрання, яке продемонструвала на балу та чи інша відома особа. 1877 року «Дейлі Телеграф» стала газетою з найбільшим щоденним тиражем у світі – 250 тис. примірників.

## Стратегії розширення аудиторії
Ефективної також була стратегія розширення технології виробництва за рахунок використання власного кабельного та дротового телеграфу, який зв'язав газету з Нью-Йорком, Парижем та Віднем. Газета також вкладала кошти у проєкти, здатні розширити аудиторію. Так у 1876 р. видання за власний кошт відправляє мандрівника Джорджа Сміта до Ніневії, де Сміт повинен був відшукати втрачені таблички ассирійської версії про всесвітній потоп. Мандрівник справді привіз до Лондона таблички з текстом оповідання, відомого нам під назвою епосу про Гільгамеша. Однак їх зміст не мав нічого спільного з біблійним текстом. «Дейлі Телеграф» передала ці таблички в дар Британському музею.
Успіх цій газеті значною мірою принесли її кореспонденти, серед яких особливе місце займав «загадковий» доктор Еміль Джозеф Діллон, який мав дар філолога, навчався у ряді найбільших університетів, знав європейські та східні мови, писав статті п'ятьма мовами та деякий час працював професором східних мов Харківського університету. 
За свідченнями Д. Сатуріна, у 1894-1895 рр. він вирушив за пропозицією «Дейлі Телеграф» у Вірменію з метою перевірити на місці ті неясні чутки про звірства турків, які до того часу ходили Європою. У Туреччині йому чинилися перепони з боку великого візира, який не давав аудієнції у султана та не давав можливості потрапити до Вірменії. Турецький міністр навіть запропонував йому замість поїздки до Вірменії орден, але Діллон відмовився від цієї милості і заявив, що їде. Потрапивши до Ерзерума, вчений отримав від губернатора наполегливе прохання залишити місто. Заарештувати та вислати британського громадянина турецький уряд не наважився. Тому великий візир звернувся з проханням до британського посла у Константинополі з вимогою вислати Діллона за межі Турецької імперії. Посол відмовив, а Діллон, переодягнувшись то жінкою, то курдом, пробрався до оселі знайомою вірменської родини та звідти вирушав розшукувати вірменських втікачів, сім'ї яких були перерізані курдами або турками. Показання цих втікачів він записував і посилав в «Дейлі Телеграф», а самих втікачів відправляв у Мушу, де тоді засідала слідча комісія.
Завдяки статтям Діллона, надрукованим у «Дейлі Телеграф» та «Контемпорарі Ревью»(Contemporary Review) , неймовірно жорстокі діяння Туреччини у Вірменії були викриті перед цивілізованим світом. У самій Англії вони здійняли таку хвилю обурення, порушили до такої міри громадську думку, очолену політиком Уїльямом Гладстоном, що тодішній прем'єр  лорд Солсбері  готовий був зажадати від Туреччини звільнення Вірменії.
З Вірменії Діллон, за дорученням тієї ж «Дейлі Телеграф», їде до Іспанії, якраз напередодні іспано-американської війни. Тут він проводить кілька місяців, розмовляючи іспанською мовою з кривавим генералом Валеріано Вейлер-і-Николау, вивчаючи іспанську політику і знайомлячи з нею Англію. З Іспанії він вирушає на повсталий Крит, куди доступ іноземцям був тоді заборонений за рішенням адміралів європейських судів, які блокували острів. Щоб пробратися на острів, Діллон переодягається грецьким ченцем — ченці боролися в рядах інсургентів — і приєднується до лідерів, викликаним адміралами для переговорів. Адмірали доручили семи лідерам передати критському народу про те, що йому буде дана автономія (а критяни бажали приєднання до Греції), і новоспечений грецький чернець з рушницею за плечима і поясом патронів встигає переконати критських вождів, щоб вони взяли його з собою на острів. Само собою, він намагався не потрапляти на очі адміралам. Але, «на нещастя, — розповідав Діллон, — італійський адмірал надумав відвідати нас в одну неділю вранці, коли ми були в нашому човні на якорі в нашій бухті, і сказав, що він бажав би поговорити з нами з приводу всіх питань; він і австрійський адмірал мали після того довгу бесіду з нами, і я служив між ними посередником. Адмірал Феліче Каневаро  взяв мою рушницю, повів нас до себе і почастував кавою. Я від імені критян відкинув автономію і відстоював приєднання. Прощаючись із нами, Каневаро сказав мені, що він дуже любить священство і ченців, і коли він подавав мені мою рушницю, я благословив його настільки побожно, наскільки у мене вистачило вмінь».
Незабаром після того Діллон був присутнім в Газі на знаменитій «мирній конференції» держав, потім шле з Парижа і Ренна в «Дейлі Телеграф» звіти про процес Дрейфуса; а прикінці XIX ст. входить разом з військами союзних держав у Пекін, звідки він шле в Contemporary review  статтю, в якій дає світу непривабливу картину тих жахливих варварств, якими ознаменували свій вступ до беззахисну східну країну війська цивілізованих західних народів.
Під час процесу Дрейфуса Діллон посилав щодня в «Дейлі Телеграф» звіти довжиною в 3–6 друкованих стовпців, тобто 10–20 друкованих сторінок.
Бувши другом багатьох політиків, Діллон міг добувати не лише оперативну, а й достовірну інформацію. Його називали журналістом за покликанням, вченим і філософом за вибором, державним діячем за честолюбством. Про його сміливість розповідали легенди. Так, у 1894–1895 рр. він зумів пробратися до Вірменії, уникнувши всіх військових застав. Попри загрози турецької влади, він збирав необхідні відомості. Діллон відвідав Іспанію напередодні іспано-американської війни, був на Криті під час повстання; надсилав з Парижа звіти про справу Дрейфуса. Публікація матеріалів Діллона сприяла підвищенню престижу газети.
У процесі конкурентної боротьби сформувалося обличчя «Дейлі Телеграф» як якісної газети, що одночасно змагалася з «Таймс» і орієнтувалася на неї. В Англії були визнані й заслуги її власника – Лоусона, який став баронетом у 1892 р. і першим лордом Барнхемом. У 1914р. його проголосили батьком преси, а лорд Норткліфф (А. Хармсворт) подарував йому адрес, підписаний 250 представниками англійської та зарубіжної преси.

## Відомі журналісти газети
- Фердинандо Петруччеллі делла Гаттіна[en]
- Селія Уолден[en]

## Власники газети
- Артур Слай[en]
- Джозеф Мозес Леві[en]
- Лорд Кемроуз[en]
- Конрад Блек[en]
- Девід і Фредерік Барклі[en]